# Ivan Duknović
Ivan Duknović (Ioannes Dalmata, Giovanni da Trau), (Vinišće, oko 1440. — poslije 1509.), hrvatski kipar.
Sin protomagistra trogirskih kamenara, vjerojatno je kod kuće izučio klesarski zanat, a u Italiji nastavio umjetničku izobrazbu. U sedmom desetljeću XV st. javlja se u Rimu kao zreo majstor spreman i sposoban za vrlo vrijedne narudžbe. Istaknuvši se na njima osobnim likovnim shvaćanjima i samostalnim stilom nesumnjivo se uklapa u vrhove tamošnjega renesansnoga kiparstva. 
Kao njegova rana ostvarenja prepoznaju se dva monumentalna portala na Mletačkoj palači u Rimu i razvijene skulpture završnoga dijela pročelja hrama Sv. Jakova u Vicovaru kraj Tivolija. Petnaestak godina tijesno surađuje s A. Bregnom i Minom da Fiesole, zadržavši vlastiti izraz prepoznatljiv po energičnoj impostaciji figura i temperamentnoj obradi površine. S prvim umjetnikom izrađuje oko 1466. u crkvi Santa Maria sopra Minerva u Rimu grobnicu kardinala G. Tebaldija, oblikujući lik pokojnika na sarkofagu i veći dio dekora s puttima. Zasad jedini arhivski podatak o njegovu radu ukazao je na dva kipa s pet reljefa izrađenih 1469. za klasično koncipirani oltar Gospe u crkvi Sv. Ivana u Norci. Oko 1485. Duknović odlazi na dvor Matije Korvina u Ugarsku i tu proširuje tematiku rada. 
Premda su mu djela stradala već u provalama Turaka, figuralna fontana Herakla s lernejskom hidrom i kruna zdenca iz kraljevske vile u mađarskom Višegradu te reljefna pala oltara iz pavlinske crkve u Diósgyőru potvrđuju njegovu visoku vrsnoću. Zaslužan za prenošenje likovnih spoznaja talijanske renesanse na Dunav i unaprjeđivanje tamošnje umjetnosti, Duknović je dobio plemićki naslov i feud dvorcem Majkovec u Hrvatskoj. Smatra se da je portretirao uglednike iz humanističkoga kruga, te mu pripisuju niz plitkoreljefnih portreta po europskim muzejima, uključujući fragmente nadgrobne ploče biskupa Baratina, čuvane u Zagrebu. 
Održavajući trajne veze sa zavičajem, Duknović se čvršće potvrdio u Trogiru. Osim kipova u renesansnoj kapeli gradskoga zaštitnika Sv. Ivana kao remek-djela iz zenita stvaralaštva i Sv. Tome sa znakovima staračke sustalosti — opus mu je dopunjen kipom Sv. Magdalene iz franjevačkog samostana, portalom s puttom grbonošom palače Ćipiko, lunetom s grbom obitelji Cega, te grbom s klesarskim priborom. To su ujedno i najbolja djela zrelorenesansnoga kiparstva u nas. Pošto su ga Dubrovčani odbili primiti u službu, zadnje godine života proveo je na susjednoj obali Jadrana; u Veneciji je 1498. prihvatio izvedbu monumentalnoga oltara Sv. Marka (sa 17 figura), ali ga nije završio, a ono što je učinio nije očuvano. Otada potječe izražajni reljef Blažene Djevice Marije u padovanskomu muzeju i poprsje A. Zena u muzeju Correr. Zadnji svoj rad, grobnicu Blaženoga G. Gianellija, Duknović je 1509. ostavio u katedrali u Anconi.
Zavrjeđujući visok položaj u ukupnomu razvoju renesansne skulpture Duknović se ubraja među najznačajnije strane umjetnike koji su pridonijeli talijanskoj umjetnosti i koji su ujedno tim iskustvom obogatili i baštinu svoje zemlje.